# Sivapithecus sivalensis
Sivapithecus sivalensis é uma espécie do gênero Sivapithecus. Seus restos fósseis foram encontrados no platô Pothowar no Paquistão e partes adjacentes da Índia (Siwalik). Viveu entre 9,5 e 8,5 milhões de anos atrás.